# Australodocus bohetii
Australodocus bohetii ("Bohetis sydliga balk") är en art av dinosaurier som tillhör släktet Australodocus, en växtätande diplodocid från yngre jura (150 miljoner år sedan) i det som idag är Tanzania (förr Tyska Östafrika).

## Etymologi
Australodocus' släktnamn kommer från latinets australis, som betyder 'sydlig' (jämför med Australien), och det grekiskans δοκоς/dokos, som betyder 'balk'. Detta syftar på att den är en släkting till Diplodocus från sydliga Gondwana; Diplodocus levde i Laurasien, den nordliga kontinenten som bildades efter att superkontinenten Pangea splittrats. Artnamnet ärar Boheti bin Amrani, en infödd personalförman och ledande utgrävare som var till stor hjälp för de tyska expeditionerna som först började gräva efter fossil i Tanzania i början av 1900-talet.

## Fynd
Kvarlevorna efter Australodocus bohetii grävdes fram i Tendaguru-bädden, Tanzanias motsvarighet till Morrison-formationen i USA. Här har man hittat flera dinosaurier från jura-perioden, bland annat flera släkten av stora sauropoder, så som Brachiosaurus brancai, Janenschia, Dicraeosaurus, Tendaguria och diplodocen Tornieria. Dessutom har man hittat andra dinosaurier, så som ceratosaurien Elaphrosaurus, stegosauriden Kentrosaurus och ornithopoden Dryosaurus.

## Historia
Australodocus baseras på två nackkotor från mitten av halsen. Dessa kotor skiljer sig i vissa anatomiska detaljer samt är kortare än motsvarande kotor hos andra diplodocider. Kotorna inkluderades ursprungligen i en serie av fyra halskotor som samlades in i en expedition år 1909 som leddes av Werner Janensch. Dessvärre förintades de andra benen, jämte många andra fossil som samlats in av tyska expeditioner till Afrika, under Andra världskriget. Australodocus är den andra diplodocoiden från Tendaguru-bäddarna, och är därmed också den andra diplodocoiden från Gondwana. Beskrivningen från 2007 av de kvarvarande benen, utförd av Remes, ökar den kända klyftan emellan sauropoder och diplodocider i Tendaguru-bäddarna.